# Eisenerzbergwerk Kiruna
Das Eisenerzbergwerk Kiruna liegt südwestlich der gleichnamigen Stadt Kiruna in der Gemeinde Kiruna in Schweden. Es ist das wichtigste Bergwerk der LKAB (Luossavaara-Kiirunavaara Aktiebolag) und gilt als weltgrößtes Eisenerz-Bergwerk. Die Grube gewinnt im Teilsohlenbruchbau aus dem Erzberg Kiirunavaara hochwertigen phosphorhaltigen Magnetit.

## Geografie und Geologie

### Geografische Lage
Das Bergbaurevier Kiruna liegt nördlich des Polarkreises in der Provinz Norrbottens län. Neben den beiden Lagerstätten Kiirunavaara und Luossavaara gehören auch die Lagerstätten Rektorn, Per Geijer Flöz, Henry Flöz, Haukivaara, Nukutusvaara und Tuolluvaara zum Revier. Der Abbau des Luossavaara ist seit 1985 eingestellt.
Jährlich werden 26 Millionen Tonnen Roherz aus der Grube gefördert, mit dem Ausbau der neuen Hauptsohle auf −1365 Meter sollte ab 2013 die Produktion auf 33 Millionen Tonnen Roherz erhöht werden können. Aus dem Roherz werden 19 Millionen Tonnen Fertigprodukte hergestellt, wobei der größte Teil als Pellets versandt wird. Für den Transport zu den Häfen Narvik und Luleå wird die schwedische Erzbahn benutzt.

### Geologie

Querschnitt

Das Kiruna-Flöz stellt durch seinen hohen Magnetit-Gehalt die zweitstärkste magnetische Anomalie der Erde dar. Das an der Erdoberfläche gemessene Maximum von 70.000 nT ist etwa gleich stark wie das magnetische Normalfeld. In 400 km Höhe konnten vom ESA-Satelliten SWARM noch 10 nT festgestellt werden. Das Flöz ist ungefähr vier Kilometer lang und durchschnittlich achtzig Meter mächtig. Die Mächtigkeit nimmt in die Tiefe und gegen Norden auf 150 bis 180 Meter zu. Es fällt um 50 bis 60 Grad und streicht in nordöstliche Richtung. Die Endteufe der Lagerstätte ist unbekannt, sie reicht aber sicher bis zwei Kilometer.
Die Lagerstätte entstand vor ungefähr 1,6 Mrd. Jahren durch die Ausfällung aus eisenreichen Lösungen auf einem Syenit-Porphyr-Grundstock nach intensivem Vulkanismus. Das Flöz wurde durch weitere vulkanischen Ablagerungen aus Rhyolith und Sedimenten überlagert, bevor es in die heutige Lage gekippt wurde. Die Lagerstätte besteht beinahe ausschließlich aus Magnetit und Apatit. Das Gestein enthält bis zu 60 % Eisen und durchschnittlich 0,9 % Phosphor. Der Phosphoranteil stammt von dem stellenweise eingeschlossenen Apatit. Die Anzahl der Einschlüsse steigt gegen das Muttergestein und gegen Süden.

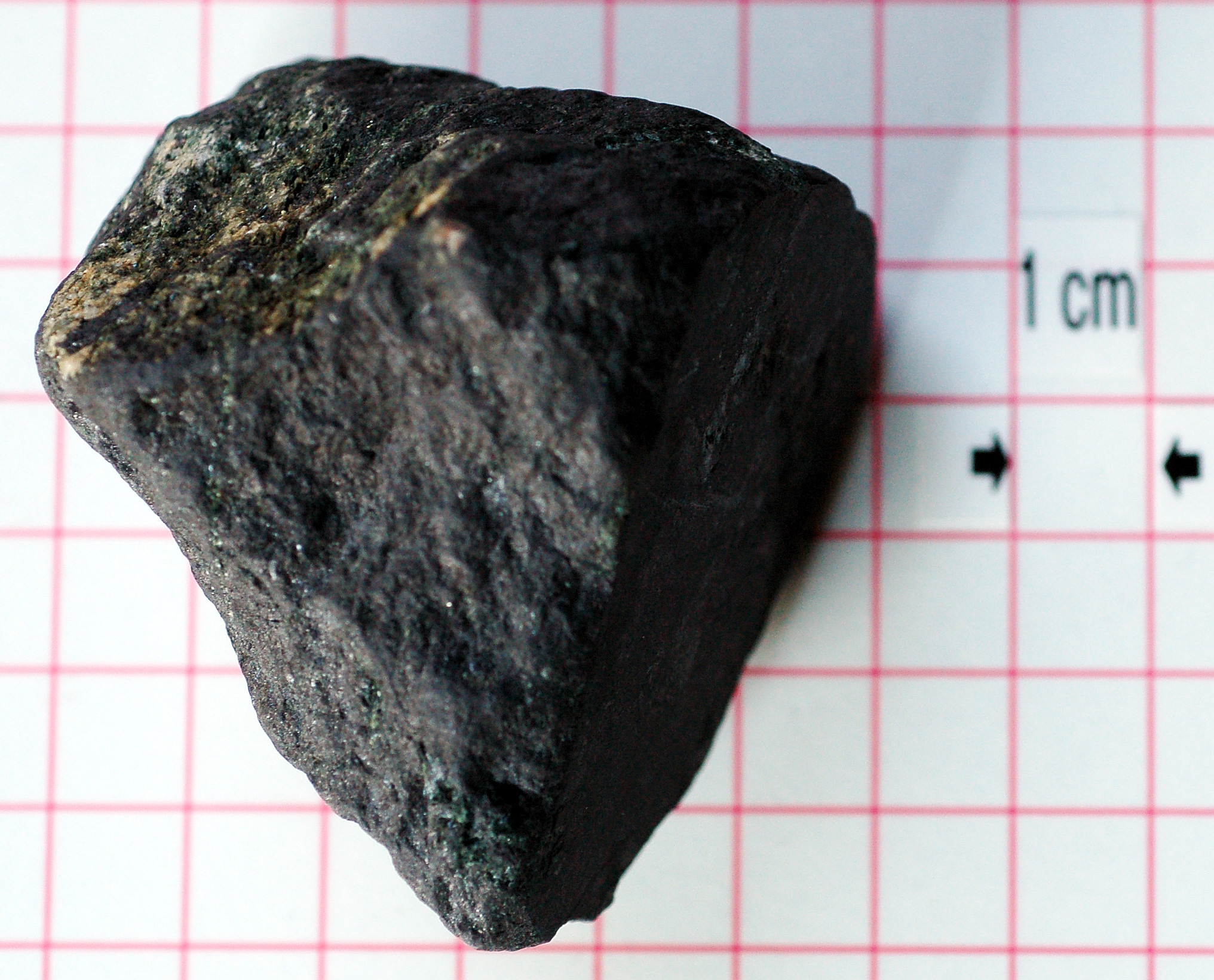
Gebrochenes Roherz

## Vorkommen und Abbau
Ursprünglich bevorratete das Flöz ungefähr 1,8 Milliarden Tonnen Erz, wovon ungefähr eine Milliarde Tonnen bereits abgebaut wurden. Der Betreiber LKAB schätzte 2011, dass über der neu erschlossenen Hauptfördersohle 1365 m noch 590 Millionen Tonnen sichere Vorräte liegen, weitere 76 Millionen Tonnen gelten als wahrscheinliche Vorräte. Der Eisengehalt dieser Vorräte liegt über 47 %. Unterhalb der neuen Sohle werden noch 328 Millionen Tonnen Erz vermutet. Der Eisengehalt nimmt mit der Tiefe eher ab, dafür sinkt auch der Anteil an Phosphor.

### Erz und Erzveredelung

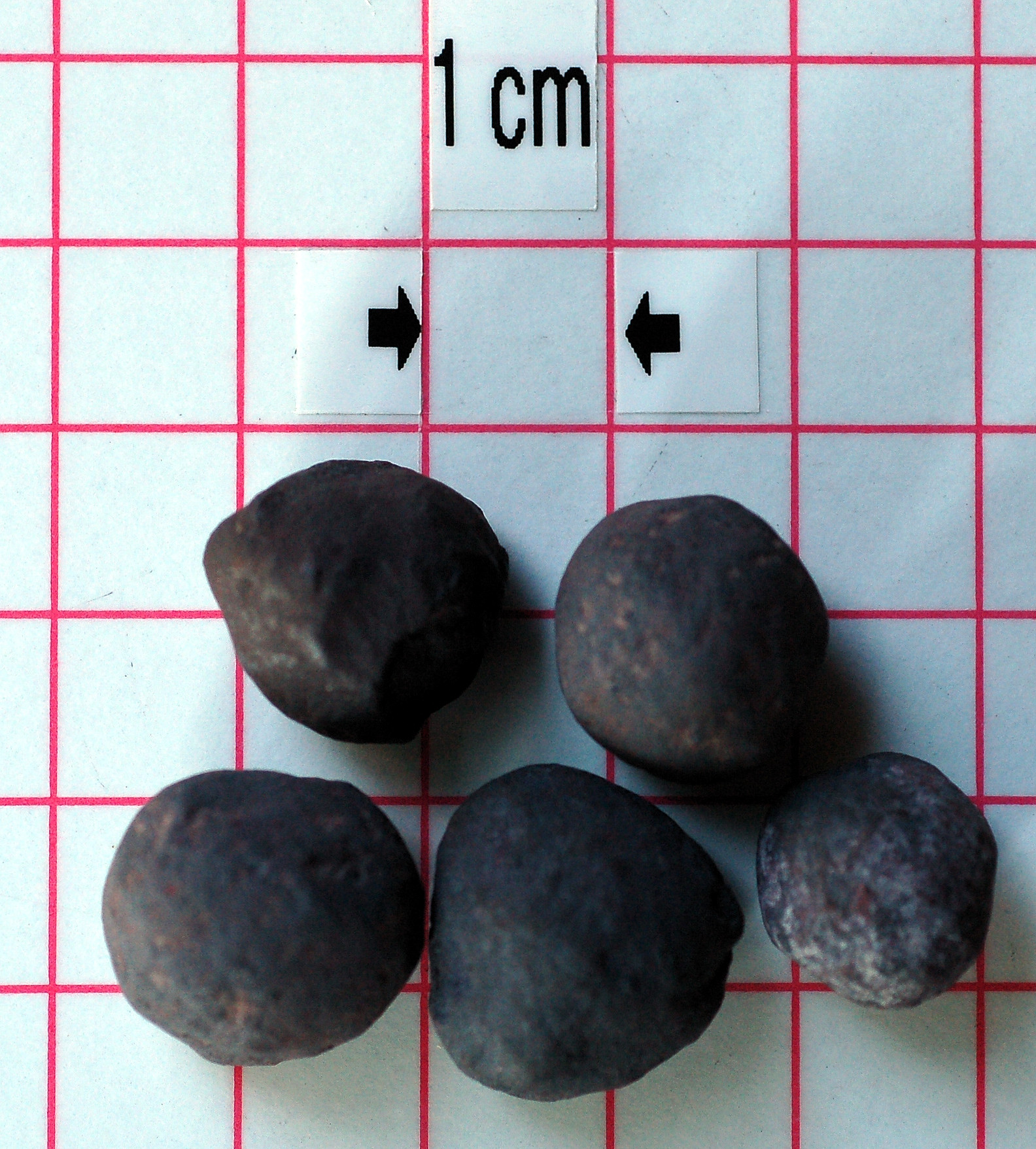
Pellets aus Kiruna-Erz

In der Grube von Kiruna wird Magnetit gefördert. Das Eisenerz wird nach dem Abbau auf eine Korngröße von ungefähr zehn Zentimetern gebrochen. Durch magnetische Separation des Erzes vom tauben Gestein wird der Eisengehalt auf etwa 62 % aufkonzentriert. Danach wird das Material in Mühlen auf eine Korngröße von etwa 0,05 mm zermahlen. Der so entstandene dünnflüssige Schlamm wird flotiert, um die Phosphoranteile zu entfernen und hat einen Eisengehalt von ca. 68 %. Das nach der Trocknung entstandene Feinerz wird teilweise in dieser Form an Eisenhütten geliefert, meistens aber zu besser transportierbaren Pellets mit einem Durchmesser von ungefähr zehn Millimeter weiterverarbeitet.
Für die Herstellung wird der dünnflüssige Schlamm mit Zuschlagstoffen wie Dolomit, Olivin, Kalkstein und Quarzit vermengt, die als Bindemittel und für die Verwendung als Möller im Hochofen notwendig sind. Als Bindemittel dient Bentonit. Nach Trocknung des Schlamms auf ungefähr 9 % Feuchte entstehen die Pellets in rotierenden Trommeln. Sie werden anschließend getrocknet, vorgewärmt und bei 1250 °C gebrannt. Durch den Brennprozess wird der Magnetit des Erzes in Hämatit umgewandelt und verliert seinen Magnetismus.

### Seltene Erden
Anfang 2023 wurden in der Lagerstätte Per Geijer Metalle der Seltenen Erden entdeckt. LKAB geht nach einer ersten Ressourcenabschätzung von einem Vorkommen von über einer Million Tonnen aus. Es soll sich um die größte bekannte Lagerstätte dieser Art in Europa handeln.
Der Zeitraum bis zum Beginn des Abbaus wird auf mindestens 10 bis 15 Jahre geschätzt.
Untertägige Erkundung
In 700 Metern Tiefe wird eine mehrere 1000 m lange Strecke vom Bestandsbergwerk Kiruna bis zum Vorkommen Per Geijer vorgetrieben, um dieses bergmännisch zu untersuchen. Die Seltenerdoxide (hauptsächlich Neodym und Praseodym) fallen zusammen mit Phosphor als Nebenprodukt des geplanten Apatitabbaus an. Sie können zur Herstellung von Seltenerdelementen (REE) verwendet werden. Der Antrag auf Abbau soll bereits 2023 gestellt werden.
Aufbereitung
LKAB ging 2022 eine Zusammenarbeit mit der Norwegian REEtec ein, die eine Aufbereitungstechnologie für Seltene Erden entwickelt hat.

## Bergschäden
Obwohl im Bereich des Bergwerks an der Oberfläche Pingen sichtbar sind, wurde die Stadt Kiruna lange Zeit vom Bergbau kaum beeinträchtigt. Einzig das südlich des Sees Luossajärvi gelegene Quartier Ön wurde bereits in den 1960er und 1970er Jahren aufgegeben und als Betriebsgelände eingezäunt. Mit der geplanten Erweiterung des Abbaus in Richtung Norden wurde im Juni 2010 beschlossen, die Stadt fünf Kilometer nach Osten zu verlegen. Bereits im Juni 2007 musste der südliche Teil des Sees Luossajärvi trockengelegt werden. Der Abbau darunter begann etwa sechs Monate später. Am 31. August 2012 wurde die nun westlich vom Kiirunavaara verlaufende Linie der Schwedischen Erzbahn in Betrieb genommen. Die Europastraße und die historischen Gebäude Bolagshotellet und Hjalmar Lundbohmsgården sind von Bergschäden betroffen.

## Geschichte
Der Kiirunavaara wurde 1696 erstmals schriftlich erwähnt, doch lohnte sich ein Erzabbau trotz des reichen Vorkommens lange Zeit nicht. Der Fundort war zu weit abgelegen in einer unwirtlichen Umgebung und das phosphorhaltige Erz konnte mit den damals zur Verfügung stehenden Technologien nicht verarbeitet werden. Das Erzvorkommen wurde erst mit der Erfindung des Thomas-Verfahren in den 1870er Jahren interessant, denn damit konnten auch phosphorhaltige Erze verarbeitet werden. Nachdem die schwedische Erzbahn fertiggestellt war, begann im Jahre 1900 der Abbau im industriellen Stil.
Am 18. Mai 2020 wurde das Bergwerk durch ein Erdbeben stark beschädigt. Die Beseitigung der Schäden dauerte zwei Jahre.

### Abbautechnik
Die Gewinnung erfolgte bis 1957 ausschließlich im Tagebau, danach wurde schrittweise der Untertagebau eingeführt, bis der Abbau über Tage 1962 gänzlich eingestellt wurde. Unter Tage wurde teilweise Firstenstoßbau und Pfeilerbau, später ausschließlich Teilsohlenbruchbau angewendet.
Das Erz wird in acht verschiedenen Abbaubereichen gewonnen. Die Strecken liegen im Abstand von 28,5 Meter übereinander und 25 Meter nebeneinander. Die jeweils nach Mitternacht ausgelöste Sprengung löst ungefähr 8500 Tonnen Haufwerk, das mit Fahrladern zu Rollengruppen gebracht und in diese grob klassiert abgestürzt wird. Auf der Hauptsohle wird das Material von Grubenbahnen übernommen und zu Brechern gebracht. Das auf ca. 10 cm Korngröße zerkleinerte Roherz wird von den unter dem Brecher liegenden Rollen in Skips gestürzt und an den Tag gefördert.
Die Grube ist über fünf Wendelstrecken erschlossen und wird mit zehn Lüftungsschächten bewettert.

### Schachtförderanlage
Das Erz wird mit mehreren von ABB gelieferten Skipförderanlagen an den Tag gebracht. Die Förderung geschieht in zwei Stufen, wobei das Erz auf der −775-m-Sohle umgeladen wird.
Die Fördermaschinenstube der unteren Stufe liegt auf −740 m und beherbergt die Anlagen für vier Skipförderer, welche das Erz von der −1045-m-Sohle fördern. Eine fünfte Anlage fördert seit 2012 das Roherz von der neuen −1365-m-Sohle. Die obere Stufe umfasst sieben Skipförderanlagen, deren Maschinen in dem 1954 errichteten Förderturm auf dem Kiirunavaara untergebracht sind. Die Förderkörbe erreichen Geschwindigkeiten von bis zu 17 Meter pro Sekunde.

### Aufbereitungsanlagen
Das Roherz der Grube wird von einer Sieberei, zwei Konzentratoren und zwei Pelletieranlagen verarbeitet. Die am 17. Juni 2008 in Betrieb genommene Rost-Drehofen-Pelletanlage KK4 ist die weltgrößte ihrer Art. Sie kann bis zu 6 Millionen Tonnen Pellets pro Jahr produzieren. Die fertigen Produkte der Grube sind Feinsinter und Pellets.
Ein Teil des Roherzes wird mit Güterzügen nach Svappavaara verbracht und dort zu Eisenerz-Pellets verarbeitet.

## Hauptsohlen
Die Sohlen der Erzgrube Kiruna sind nach der Höhe in Bezug auf die heutige Spitze des Kiirunavaaras benannt. Die Bergspitze trägt die Bezeichnung 0 m, der Schachtkopf der Aufzuganlage befindet sich auf dem Niveau −142 m, der Eingang zur Grube auf dem Niveau −230 m. Der Kiirunavaara war ursprünglich höher; die ehemalige Bergspitze bestand aus Eisenerz und wurde 1910 abgebaut. Mit den Jahren wurde der Abstand zwischen den Hauptsohlen immer größer. Die Hauptsohlen des Bergwerks befinden sich bei −275 m, −320 m, −420 m, −540 m, −775 m, −1045 m und −1365 m.

### −345 m
Die erste Hauptsohle wurde auf der Sohle des alten Tagebaus im liegenden Gestein angelegt, so dass eine Grubenbahn das vorgebrochene Haufwerk zum neu angelegten Skipförderer bringen konnte. Weiter wurde auf dieser Hauptsohle auch die erste unter Tage liegende Kantine und Werkstatt angelegt. Die Sohle beherbergte bis 1999 auch das Besucherbergwerk. Auf dieser Sohle verkehrte auch von 1953 bis 1961 eine normalspurige Straßenbahn für das Personal, die schwedisch Kiruna Under Jord (KUJ, dt.: Kiruna-U-Bahn) genannt wurde.

### −540-m-Sohle
In den 1960er Jahren wurde die zweite Hauptsohle eingerichtet und alle Produktionseinrichtungen von der −345-m-Sohle hierher gebracht. Seit dem Umzug der Betriebseinrichtungen auf die tiefere Hauptsohle werden einige leere Strecken zur Zucht von Shiitake-Pilzen genutzt. Auf der Sohle −540 m befindet sich auch das heutige Besucherbergwerk LKAB InfoMine.

### −775-m-Sohle
1979 wurde die nächste neue Hauptsohle eingerichtet. Erstmals werden führerlose Grubenbahnen und Fahrlader eingesetzt. Die Gerätebediener sitzen in einer Leitwarte und führen ihre Fahrzeuge mit Hilfe von Joysticks und Videomonitoren. Ein Arbeiter kann dabei bis zu drei Fahrlader gleichzeitig bedienen, weil diese die Strecke zwischen den Querschlägen und den Rolllöchern automatisch befahren und das Material selbsttätig in diese abkippen. Das Haufwerk wird handgesteuert aufgenommen.

### −1045-m-Sohle
Seit 1999 war die Hauptfördersohle −1045 m in Betrieb, die bis 2018 genutzt werden sollte. Auf der 300 Meter unter dem Meeresspiegel liegenden Sohle verkehrten sieben Züge, die von der Leitwarte auf der −775-m-Sohle gesteuert wurden und jeweils 500 Tonnen Haufwerk zu den vier Brecheranlagen beförderten.

### −1365-m-Sohle
Am 28. Oktober 2008 beschloss LKAB den Bau einer weiteren Hauptsohle, diese ging 2012 in Betrieb und soll ungefähr bis 2030 in Betrieb bleiben. Die Investitionskosten betrugen 1,7 Milliarden US-Dollar. Dadurch wird die Grube erweitert und die Jahresproduktion erhöht. Die beiden Hauptsohlen −1045 m und −1365 m wurden etwa sieben bis acht Jahre parallel betrieben.
Auf der Sohle werden 1600-Tonnen-Züge auf Normalspurgleisen eingesetzt. Sie werden von Fahrdraht-Lokomotiven gezogen, die vierachsigen, 106 Tonnen schweren Lokomotiven wurden von der Schalker Eisenhütte gebaut.